# La siciliana ribelle
La siciliana ribelle ist ein Spielfilm des italienischen Regisseurs Marco Amenta aus dem Jahr 2009, der sich auf eine wahre Geschichte stützt.

## Handlung
Rita Mancuso ist die Tochter eines sehr angesehenen Mafiabosses aus einem sizilianischen Dorf in den frühen 1980er-Jahren. Am Tag ihrer Erstkommunion erlebt sie die Ermordung ihres Vaters. Jahre später, als Rita 17 Jahre alt ist, wird auch ihr Bruder umgebracht. Entschlossen, die Morde zu rächen, begibt sie sich zur Staatsanwaltschaft von Palermo, wohin sie als Beweise die Tagebücher mitnimmt, die sie von Kindheit an sorgfältig geführt hat, in der Hoffnung, so die Mörder des Vaters und des Bruders hinter Gitter zu bringen. Von diesem Augenblick an wird Rita zu einer Hauptzeugin für die seit einiger Zeit laufenden Ermittlungen, gerät aber in ihrem Dorf auf die Liste der zu liquidierenden Personen. Auf der Flucht aus ihrem Dorf wird sie im Rahmen des Zeugenschutzprogramms unter größter Geheimhaltung nach Rom gebracht.
Dank ihrer wertvollen Hilfe verhaftet die Polizei die von ihr beschuldigten und seit langem gesuchten Personen. Als Rita jedoch glaubt, alles verlaufe in ihrem Sinne, wird der Ermittlungsrichter, der ihren Fall von Anfang an betreut hat und für sie quasi zu einem zweiten Vater geworden ist, ermordet.
Rita ruft in ihrer Verzweiflung über ihre Einsamkeit und völlige Verlassenheit entgegen den Vorschriften höchster Geheimhaltung, die sie hätte wahren müssen, den Verlobten, den sie in Sizilien zurückgelassen hatte, zu sich und offenbart ihm ihre Situation. Als ihr aber aus dem Gespräch mit ihm klar wird, dass für sie der einzige Weg zurück in ein normales Leben darin besteht, alle Anschuldigungen zurückzuziehen und so die Freilassung der Mafiosi aus ihrem Dorf zu bewirken, stürzt sie sich vor den Augen ihres Verlobten vom Balkon in den Tod.
Der Film ist frei an die wahre Geschichte der Justizzeugin Rita Atria angelehnt.